# Santiago Valentí i Camp
Santiago Valentí i Camp (Barcelona, 18 de desembre de 1875 - Barcelona, 4 de març de 1934) fou un periodista, escriptor, editor, sociòleg i polític català.

## Biografia
Era fill d'Ignasi Valentí i Vivó (1841-1924), catedràtic de medicina legal i toxicologia de la Universitat de Barcelona. Com a periodista col·laborà a La Publicidad, El Progreso, El Liberal i Las Noticias, essent redactor de El Diluvio. A l'esfera editorial, cal remarcar que fou fundador i director de la Biblioteca de Novel·listes del segle xx, de la Biblioteca Sociológica Internacional i de la Biblioteca de Cultura Moderna y Contemporánea. També fou iniciativa seva la Biblioteca d'Escriptors Contemporanis i va dirigir la Biblioteca Moderna de Ciències Socials. També fou membre de la Societat Econòmica Barcelonesa d'Amics del País. El 1902 va pronunciar una conferència a l'Ateneu Barcelonès titulada «La emancipación de la mujer».
Inicialment milità al Partit Republicà de Nicolás Salmerón y Alonso, i fou elegit diputat de la diputació de Barcelona en 1911 dins les files del Partit Republicà Radical i regidor de l'Ajuntament de Barcelona pel districte 9 en 1905 dins les llistes de la Unió Republicà. Posteriorment va evolucionar cap al Bloc Republicà Autonomista i el Partit Catalanista Republicà per acabar afiliant-se a la Unió Socialista de Catalunya, sent elegit president de l'Ateneu Socialista de Barcelona.

## Obra
- Bosquejos sociológicos (1899)
- Premoniciones y advertencias (1907)
- Atisbos y disquisiciones (1908)
- La Antropología criminal y las disciplinas afines (1908)
- La democracia social alemana y su organización (1910)
- Vicisitudes y anhelos del pueblo español (1911)
- Las sectas y las sociedades secretas a través de la Historia (1913)
- Ideólogos, teorizantes y videntes (1922)
- Las reivindicaciones femeninas (1925)